# Giacomo Segre
Giacomo Segre (Saluzzo, 7 marzo 1839 – Chieri, 5 ottobre 1894) è stato un militare italiano.
Il 20 settembre 1870 partecipò, con il grado di capitano, alla Presa di Roma.

## Biografia
Il cannoneggiamento delle mura iniziò alle 5 di mattina del 20 settembre. Pio IX aveva minacciato di scomunicare chiunque avesse comandato di aprire il fuoco sulla città. La minaccia non sarebbe stata un valido deterrente per l'attacco, comunque l'ordine di cannoneggiamento non giunse da Cadorna bensì dallo stesso Giacomo Segre, comandante della 5ª batteria del IX° Reggimento, che, essendo ebreo, non sarebbe incorso in alcuna scomunica. In realtà studi più precisi riferiscono che Segre fu scelto per le sue capacità balistiche, e quindi sferrò il primo colpo d'artiglieria che, andando a buon fine, permise la breccia di porta Pia senza problemi ai cinquantamila soldati al seguito.
Il figlio Roberto seguì le sue orme arrivando a diventare generale.
Il pronipote Bruno, avvocato, politico e giornalista, dopo aver prestato servizio nella Resistenza  all'interno della 1ª divisione alpina "Giustizia e Libertà" a Pradleves (Val Grana), diviene noto per le battaglie in favore dell'obiezione di coscienza, assumendo la difesa di Pietro Pinna dinnanzi al Tribunale militare di Torino, e in favore del divorzio, insieme all'onorevole radicale e socialista Loris Fortuna.